# Internationaler Freiname
Der Internationale Freiname (INN, Abkürzung von englisch International Nonproprietary Name) ist der von der Weltgesundheitsorganisation vergebene, gemeinfreie Name für einen Arzneimittelwirkstoff. Andere Bezeichnungen dafür sind auch generischer Name (englisch Generic Name) oder DCI (von lateinisch denominatio communis internationalis).

## Bedeutung
Der INN ermöglicht medizinischem Fachpersonal aus aller Welt, sich einfach über Medikamente zu unterhalten, die häufig unterschiedliche Markennamen in den jeweiligen Ländern haben. Da diese Namen gemeinfrei sind, unterliegt ihr Gebrauch in der Literatur und Forschung keinen Beschränkungen. Ärzte, Apotheker und Patienten können sich so auch bei einer Vielzahl von gleichartigen Präparaten zurechtfinden, ohne mit umständlichen und langen IUPAC-Namen hantieren zu müssen. Zu beachten ist, dass manche Endungen von Land zu Land variieren, weil sie der Sprache angepasst werden, so wird im Deutschen häufig ein „e“ am Ende fallen gelassen, weil es meist den Plural signalisieren würde. In der INN-Datenbank der WHO werden der lateinische Freiname und seine Äquivalente auf Arabisch, Chinesisch, Englisch, Französisch, Spanisch und Russisch angegeben.
Generikahersteller verwenden häufig den INN, meist mit dem Zusatz des Firmennamens, als Handelsnamen für ihr Medikament.

## Namensvergabe
Die Festlegung eines internationalen Freinamens beginnt mit einer Veröffentlichung des Namensvorschlags („vorgeschlagener INN“; englisch: proposed INN, pINN) durch die WHO. Kommt es innerhalb einer Frist von vier Monaten nicht zu Einsprüchen, wird aus dem „vorgeschlagenen INN“ der „empfohlene INN“ (englisch: recommended INN, rINN), welcher in der Regel nicht mehr geändert wird. Er kann, nach der Veröffentlichung durch die WHO, bei der Etikettierung, in Veröffentlichungen und in Packungsbeilagen verwendet werden.
Bei der Wahl des Namens hat der Entdecker der Substanz ein Vorschlagsrecht. Diesem Vorschlag wird in der Regel gefolgt. Dabei wird jedoch darauf geachtet, dass der Name nicht, auch nicht in Teilen, markenrechtlich geschützt ist, oder das Markenrecht anderer berührt wird.
Weiter werden verschiedene Präfixe und Suffixe verwendet, um die Zugehörigkeit zu einer bestimmten Gruppe zu zeigen, entweder aus chemisch-struktureller Sicht oder auf Grund der Wirkungsweise. Beispiele:
- -azepam für Diazepam-Derivate
- -alol, -olol für Blocker der Beta-Rezeptoren (z. B. Atenolol, Sotalol)
- -caine (dt. -cain) für Lokalanästhetika
- Cef- für Cephalosporine
- -cillin für antibiotisch wirksame Abkömmlinge der 6-Aminopenicillansäure (z. B. Penicillin, Oxacillin)
- -coxib für COX-2-Hemmer (z. B. Celecoxib)
- -dipin für Calciumantagonisten von Dihydropyridintyp (z. B. Nifedipin)
- -meran für Arzneistoffe auf Basis von Messenger RNA (z. B. Tozinameran, Elasomeran)[5]
- -oxetin für Antidepressiva aus der Gruppe der Serotonin- und/oder Noradrenalinwiederaufnahmehemmer, Fluoxetin-Derivate
- -pramin oder -triptylin für trizyklische Antidepressiva vom Imipramin- bzw. Amitriptylin-Typ
- -pril als Endung für ACE-Hemmer (z. B. Captopril)
- -profen für Arylpropionsäure-Analgetika (z. B. Ibuprofen)
- -sartan für nichtpeptidische AT1-Antagonisten bzw. „Sartane“ (z. B. Valsartan)
- Sulfa- für Sulfonamide
- -tinib für Tyrosinkinase-Inhibitoren (z. B. Imatinib)
- -vastatin Hemmstoffe der Cholesterin-Synthase bzw. Statine (z. B. Simvastatin)

Die für monoklonale Antikörper viele Jahre lang verwendete Endung -mab (englisch monoclonal antibody) wurde 2021 aufgegeben. Stattdessen werden seit 2022 die folgenden vier neuen Suffixe verwendet:
- -tug für monospezifische und vollständige, Fc-unmodifizierte Immunglobuline
- -bart für monospezifische und vollständige, Fc-modifizierte Immunglobuline (artificial antibody)
- -ment für monospezifische Immunglobulin-Fragmente
- -mig für bi- und multispezifische Immunglobuline jeglicher Form („Multi-Immunoglobuline“)

Für Salze und Ester eines Arzneistoffes kann der „modifizierte INN“ (modified INN, INNm) verwendet werden. Für Gegenionen und funktionelle Gruppen gibt es ebenfalls international anerkannte Kurzformen, die zur Bildung des „modifizierten INN“ herangezogen werden. Ein Beispiel ist etwa die Kurzform „Mesilat“ für das Anion der Methansulfonsäure (Methansulfonat).

### Allgemein
- INN-Information der WHO
- Was internationale Freinamen aussagen Pharmazeutische Zeitung, Ausgabe 45/2002, November 2002

### WHO INN Books
- INN Stem Book 2024 und
INN Stem Book Addendum 202410-2024
- INN Radical Book 2015
- Pre-stems: Suffixes used in the selection of INN - October 2024
- Revised monoclonal antibody (mAb) nomenclature scheme
- New INN monoclonal antibody (mAb) nomenclature scheme (May 2022)

### Leitlinien und Listen
- Lists of Recommended and Proposed INNs
- International Nonproprietary Names Modified
- INN Bio Review 2019
- INN for fusion protein